# Zemsta frajerów – zakochane świry
Zemsta frajerów – zakochane świry (ang. Revenge of the Nerds – Nerds in Love) – kontynuacja filmu Zemsta frajerów – następne pokolenie

## Fabuła
Glut żeni się. Frajerzy udają się na ślub. Ojciec panny młodej chce zniszczyć wesele Gluta.

## Obsada
| Aktor             | Rola            |
| ----------------- | --------------- |
| James Cromwell    | Pan Skolnick    |
| Brian Tochi       | Takashi         |
| Robert Carradine  | Lewis Skolnick  |
| Curtis Armstrong  | Dudley Dawson   |
| Julia Montgomery  | Betty Skolnick  |
| Christina Pickles | Tippy           |
| Jessica Tuck      | Gaylord         |
| Robert Picardo    | Chad Penrod     |
| Larry B. Scott    | Lamar           |
| John Pinette      | Trewor Gulf     |
| Bernie Casey      | U. N. Jefferson |
| Donald Gibb       | Ogre            |
| Corinne Bohrer    | Jennie Humphrey |
| James Karen       | Mylan Whitfield |
| Laurel Moglen     | Judy            |
| Ted McGinley      | Stan Gable      |